# Jurgen Streppel
Jurgen Streppel (Voorst, 25 juni, 1969) is een Nederlands voormalig voetballer en huidig voetbaltrainer. Sinds 17 december 2022 is hij technisch directeur van Helmond Sport.

## Spelersloopbaan
Streppels actieve profcarrière begon in 1990 bij Helmond Sport in de eerste divisie. Na twee seizoenen ging hij naar RKC Waalwijk, waarmee hij tot 1997 in de eredivisie speelde. In het seizoen 1993/94 werd hij verhuurd aan eerstedivisionist Telstar. Van 1997 tot 2005 speelde hij wederom voor Helmond Sport. In totaal speelde hij 373 wedstrijden, waarin hij 57 doelpunten maakte.

### Statistieken
| Seizoen | Club          | Land      | Competitie     | Duels | Goals |
| ------- | ------------- | --------- | -------------- | ----- | ----- |
| 1990/91 | Helmond Sport | Nederland | Eerste divisie | 33    | 9     |
| 1991/92 | Helmond Sport | Nederland | Eerste divisie | 34    | 13    |
| 1992/93 | RKC Waalwijk  | Nederland | Eredivisie     | 21    | 4     |
| 1993/94 | RKC Waalwijk  | Nederland | Eredivisie     | 10    | 2     |
| 1993/94 | → Telstar     | Nederland | Eerste divisie | 12    | 1     |
| 1994/95 | RKC Waalwijk  | Nederland | Eredivisie     | 28    | 2     |
| 1995/96 | RKC Waalwijk  | Nederland | Eredivisie     | 21    | 3     |
| 1996/97 | RKC Waalwijk  | Nederland | Eredivisie     | 24    | 0     |
| 1997/98 | Helmond Sport | Nederland | Eerste divisie | 27    | 6     |
| 1998/99 | Helmond Sport | Nederland | Eerste divisie | 29    | 1     |
| 1999/00 | Helmond Sport | Nederland | Eerste divisie | 31    | 9     |
| 2000/01 | Helmond Sport | Nederland | Eerste divisie | 25    | 2     |
| 2001/02 | Helmond Sport | Nederland | Eerste divisie | 30    | 1     |
| 2002/03 | Helmond Sport | Nederland | Eerste divisie | 26    | 2     |
| 2003/04 | Helmond Sport | Nederland | Eerste divisie | 1     | 0     |
| 2004/05 | Helmond Sport | Nederland | Eerste divisie | 21    | 2     |
| Totaal  | Totaal        | Totaal    | Totaal         | 373   | 57    |

## Trainersloopbaan
Streppel begon als jeugd- en later assistent-trainer bij Helmond Sport. Hij organiseerde daar jaarlijks de 'Jurgen Streppel voetbalweek'. Van 2008 tot de zomer van 2011 was hij hoofdtrainer van Helmond Sport. Op 1 juli 2011 trad Streppel in dienst van Willem II, waar hij in januari 2015 zijn contract verlengde tot medio 2017. Na het voetbalseizoen 2012-2013 degradeerde Streppel met Willem II naar de eerste divisie, om een jaar later weer terug te keren naar de Eredivisie.
Streppel tekende in maart 2016 een contract voor twee jaar bij sc Heerenveen, dat zou ingaan in juli van datzelfde jaar, na afloop van zijn vijfde seizoen bij Willem II. Hij volgde Foppe de Haan op. Streppel werd in Tilburg opgevolgd door Erwin van de Looi, die overkwam van FC Groningen. Op 13 maart 2018 werd bekend dat Streppel na afloop van het seizoen 2017/2018 bij sc Heerenveen vertrekt. In oktober 2018 ging Streppel op Cyprus aan de slag bij Anorthosis Famagusta, waar hij na verloop van tijd drie maanden lang moest wachten op salarisbetaling. In juni 2019 tekende hij een lucratief contract bij Al-Jazira uit de Verenigde Arabische Emiraten, waar hij de opvolger werd van Damien Hertog. Na drie speelrondes werd hij in oktober 2019 ontslagen.
Op 10 juni 2020 werd Streppel gepresenteerd als de nieuwe hoofdtrainer van het ambitieuze Roda JC. Hij tekende een contract voor twee seizoenen. Op 6 oktober 2021 werd het contract van Streppel verlengd, tot de zomer van 2024.
In december 2022 verliet Streppel plots Roda JC om aan de slag te gaan als technisch directeur bij zijn oude liefde Helmond Sport.

## Erelijst als trainer

### MetWillem II
| Nationaal                                 |    |         |
| Kampioen Eerste divisie                   | 1x | 2013/14 |
| Promotie naar de Eredivisie via play-offs | 1x | 2011/12 |